# Hand aufs Herz
Hand aufs Herz war zunächst eine deutschsprachige Seifenoper. Zum 15. April 2011 erfolgte eine Umstrukturierung zur Telenovela. Vom Cast wurden eine Single sowie das Album Der Soundtrack veröffentlicht. Entwickelt wurde das Format von Petra Bodenbach.

## Produktion
Die Produktionsgesellschaft Producers at Work suchte für ihre neue Seifenoper lange nach einem geeigneten Drehort, denn sie sollte die erste ihrer Art sein, die nicht im Fernsehstudio gedreht wird. Erst durch Vermittlung der Zukunftsagentur Brandenburg und des Filmboards Berlin-Brandenburg wurde das Unternehmen auf das brachliegende Kasernengelände in Strausberg, zu DDR-Zeiten Sitz der Nationalen Volksarmee, aufmerksam. Nach der Standortentscheidung für Strausberg wurde die Kaserne wieder ans Leitungsnetz angeschlossen und optisch zu einem Schulkomplex mit Sportplatz, Pausenhof und Lehrerparkplatz umgebaut. Eine besondere Rolle sollte die Aula spielen, die ebenfalls als Kulisse eingerichtet wurde. Die Zahl der beschäftigten Schauspieler und Techniker lag bei 125. Die monatlichen laufenden Kosten betrugen rund eine Million Euro. 250 Folgen waren angesetzt. Unter der Voraussetzung, dass auf mindestens fünf Jahre hinaus 80 Arbeitsplätze erhalten worden wären, hätte es einen Millionenzuschuss seitens des brandenburgischen Wirtschaftsministeriums gegeben. Wegen Zuschauerschwundes wurde die Produktion nach 234 Folgen jedoch eingestellt.

## Ausstrahlung
Sie wurde ab dem 4. Oktober 2010 montags bis freitags auf Sat.1 und ORF eins ausgestrahlt und endete nach insgesamt 234 Folgen am 2. September 2011. Seitdem sendete der Frauensender sixx eine Wiederholung. Zum 8. August 2011 wechselte die Serie von Sat.1 zu sixx. Seitdem konnte von Montag bis Freitag um 18:00 Uhr die Sendung gesehen werden.
Zum 15. April 2011 erfolgte – wie von Produzent Christian Popp bereits am 3. April 2011 angekündigt – eine Umstrukturierung zur Telenovela. Trotzdem wurde bekannt gegeben, dass die Sendung abgesetzt wird. Grund dafür waren die rückläufigen Zuschauerzahlen im Juni. Auf der Sat.1-Programmkonferenz entschieden sich die Verantwortlichen schließlich zur kompletten Produktionseinstellung.
Seit Mai 2012 strahlt der digitale Bezahlfernsehsender SAT.1 emotions die gesamten Folgen von Hand aufs Herz in regelmäßigen Abständen wieder aus.

## Webserie
Am 4. Oktober 2011 gab Andreas Bartl, Geschäftsführer von Sat.1, in einem Interview mit der Frankfurter Allgemeinen Zeitung bekannt, dass die Serie als Webserie fortgesetzt werden soll.
Diese Überlegung nahm Sat.1 jedoch mittlerweile zurück.

## Handlung

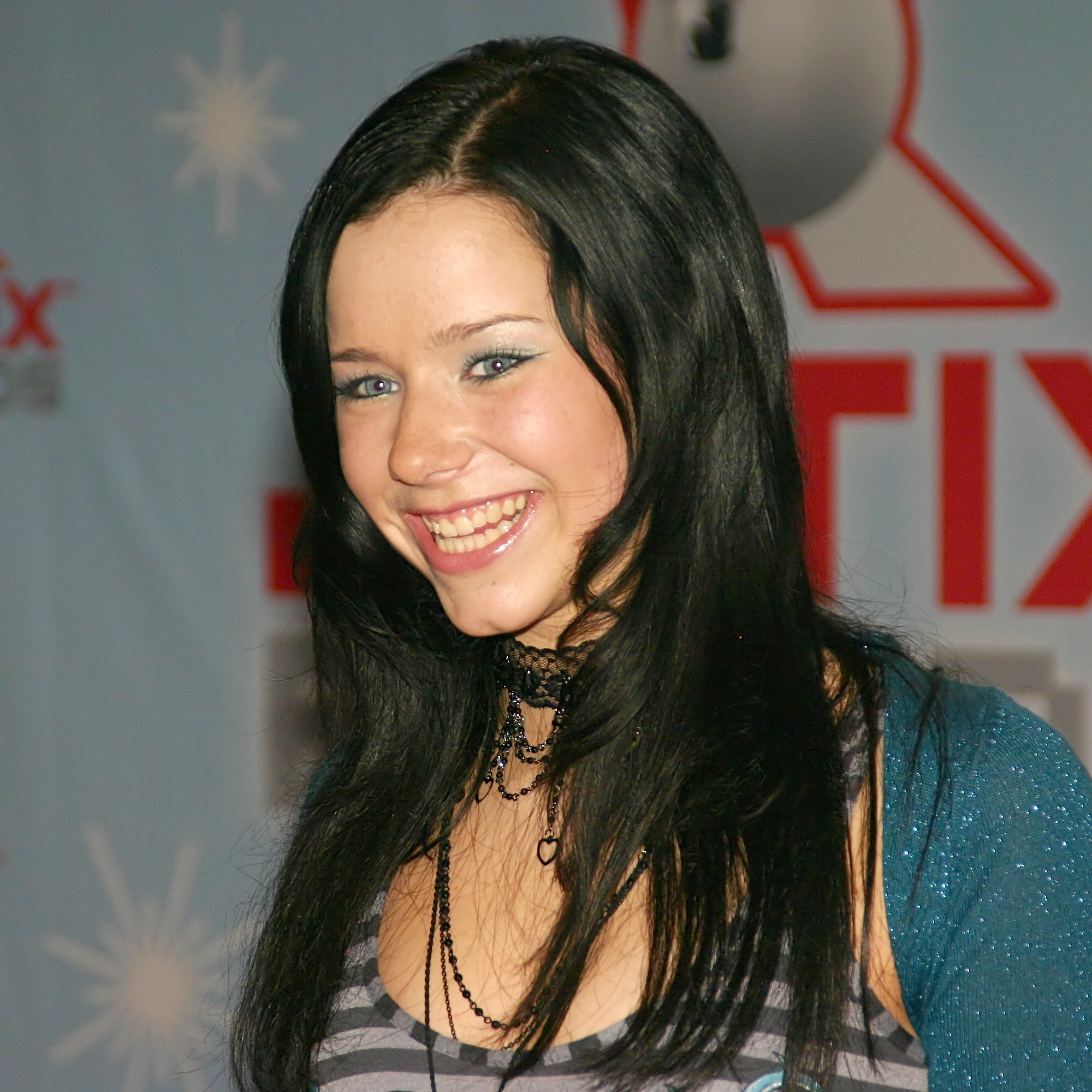
Luzi Beschenko wird von Selina Müller
verkörpert

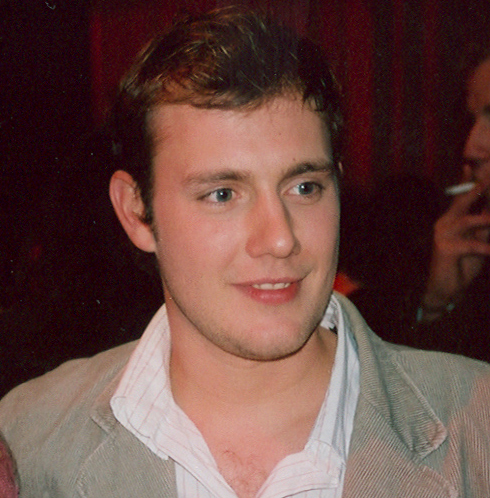
Piet Vogel wird von Oliver Petszokat verkörpert

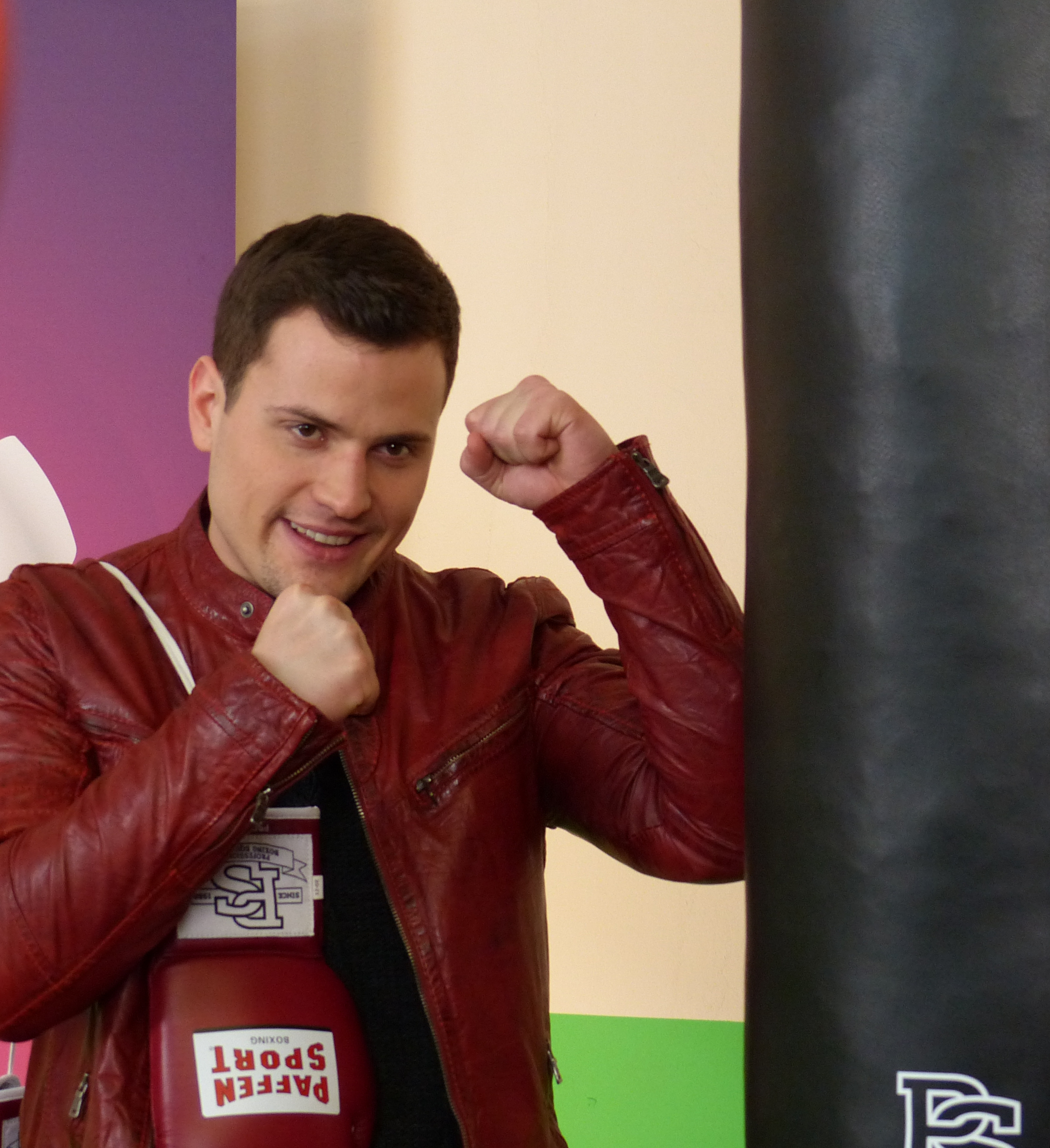
Timo Özgül wird von Rocco Stark verkörpert

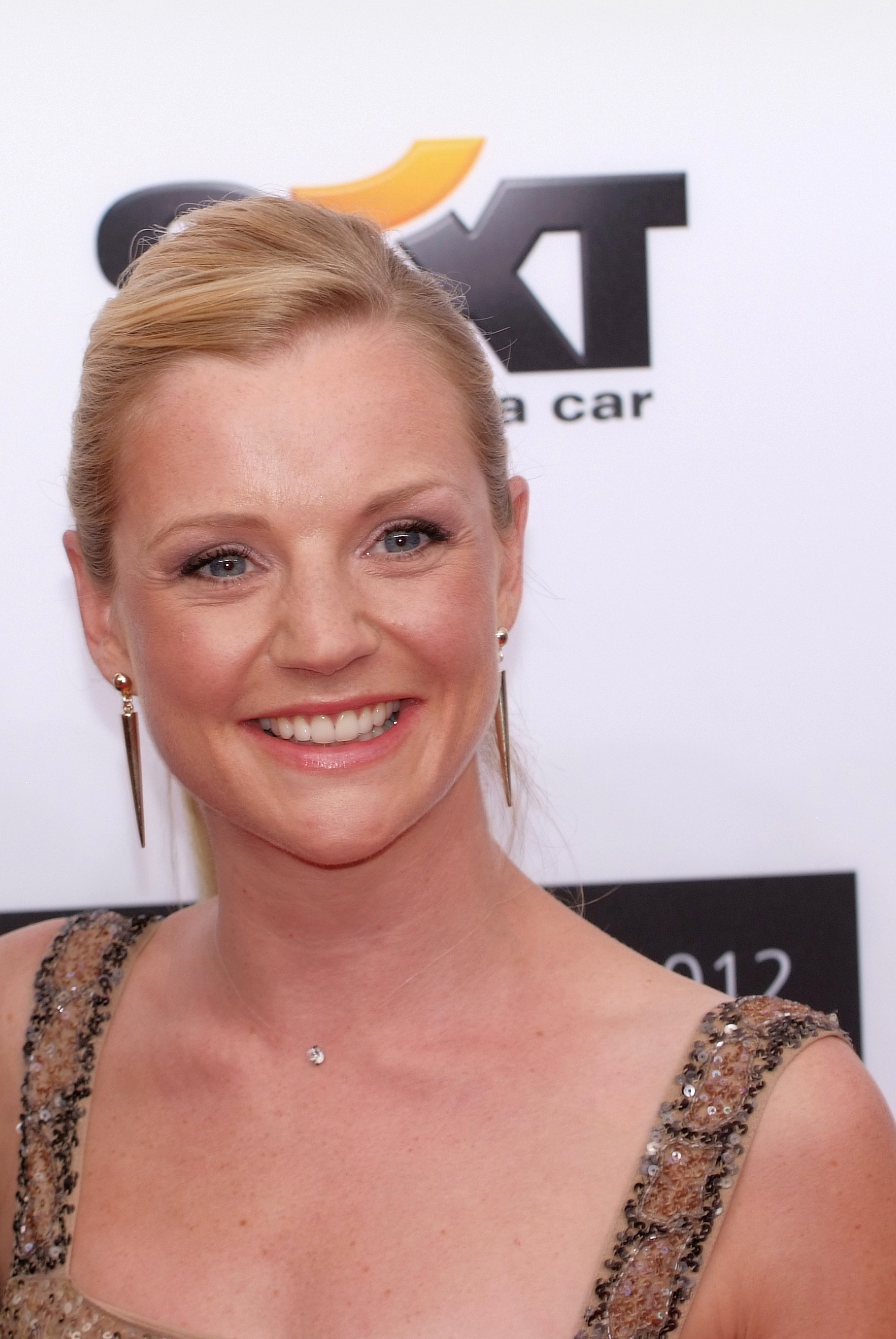
Kim-Sarah Brandts verkörpert Helena Schmidt-Heisig

Jahre nach ihrem Abschluss kommt Bea Vogel als Lehrerin an ihre alte Kölner Schule zurück. Sie erweckt zusammen mit Luzi die Musik-AG der Schule, mit der sie in ihrer Jugend Erfolge feierte, wieder zum Leben. An ihrem ersten Tag an der Pestalozzi-Schule muss sie feststellen, dass Ben Bergmann, ihr One-Night-Stand, ihr Schüler ist. Ben verliebt sich in sie, diese liebt ihn auch, aber gibt es nicht zu und will nicht durch eine Beziehung mit einem Schüler ihren Beruf aufs Spiel setzen. Trotzdem kommt es immer wieder zu Annäherungen. Letztendlich wagen beide eine Affäre, die neue Direktorin Helena Schmidt-Heisig beobachtet dies jedoch mit Argusaugen.
Zu Beas Schulzeiten ist ihre Mitschülerin Franziska nach einem Streit mit Bea spurlos verschwunden. Der Fall konnte noch nicht aufgeklärt werden, allerdings beteuert Bea ihre Unschuld. Bei Umbauarbeiten auf dem Volleyballplatz der Schule wird endlich Franziskas Skelett gefunden und Bea wird verhaftet. Beas Motiv wäre, laut der Polizei, Eifersucht, da Franziska mit Beas damaligen Freund Jens Mirbach eine Affäre hatte. Jedoch stellt sich heraus, dass die Ermordete nicht nur eine Affäre mit Jens, sondern auch mit Sophies Vater hatte. Als sie nun mit Jens nach Australien auswandern wollte, erpresste sie Herrn Klein, indem sie ihm androhte, seiner Frau von ihrer Liebschaft zu berichten. Aus Panik erschlug Herr Klein Franziska. Beobachtet wurde dies durch Monika Klein, die ihre Familie nicht zerstören wollte.

## Charaktere
Alexandra Lohmann, Sportlehrerin an der Pestalozzi-Schule, mag Bea nicht. Sie geht davon aus, dass sie etwas mit dem Verschwinden ihrer Schwester Franziska zu tun hat. Sie hat eine Affäre mit dem Konrektor Julian Götting und versucht mit der Hilfe von ihm mit allen Mitteln, Bea sowie die Direktorin Gabriele Krawczyk aus der Schule zu vertreiben. Julian übernimmt schließlich die Schulleitung und will die Klassen neu nach schulischen Leistungen einteilen. Deshalb streiken einige Schüler. Alexandra und Julian kommen bei einem Autounfall ums Leben.
Michael Heisig kam gleichzeitig mit Bea neu als Lehrer an die Pestalozzi-Schule. Er wurde zunächst als Spitzel an die Schule geschickt, um zu überprüfen, ob die Schulleiterin Gabriele ein Alkoholproblem hat. Michaels Bruder Sebastian betreibt den Club Chulos. Michael führte eine kurze Beziehung mit Luzis Mutter, aber hat Gefühle für Bea. Während Bea unter akutem Mordverdacht steht, steht Michael ihr bei.
Die Schulleiterin der Pestalozzi-Schule, Gabriele Krawczyk, hat ein Alkoholproblem. Der Oberschulrat Dr. Wendtland hat ihr trotz der Sucht immer den Rücken freigehalten. Schließlich wird sie von Dr. Wendtland beurlaubt. Kurz nach Franziskas Verschwinden machte Gabriele eine Falschaussage, um Bea zu schützen, indem sie behauptete, die Vermisste noch nach dem Streit mit Bea gesehen zu haben.
Piet ist der Bruder von Bea. Er lernte seine Frau Miriam während seiner Schulzeit kennen und Miriam wurde ungewollt schwanger. Beide entschieden sich auch zu heiraten. Ihr Kind Lara ist inzwischen schon zu einem Teenager herangewachsen und die Ehe leidet sehr unter den täglichen Alltagstrott. Miriam fängt eine Affäre mit dem Bruder von Michael, Sebastian, an.
Caroline Eichkamp ist die Schulzicke der Pestalozzi-Schule. Sie ist in der Volleyball-AG und war einst die beste Freundin von Sophie, die sie herumkommandierte, bis es dieser zu viel wurde und Sophie in die Sing & Tanz AG (STAG) wechselte. Auch die Beziehung von Sophie mit ihrem Mitschüler Timo Özgül litt unter der Dominanz von Caro.
Sophie Klein lebt mit ihrer Mutter und ist Schülerin an der Pestalozzi-Schule. Ihr Vater hat sie vor vielen Jahren verlassen. Sophie findet heraus, dass ihr verstorbener Vater der Liebhaber von Franziska war. Sophie reist mit dem Geld einer Entführung nach Australien, weil sie die von ihr entdeckten Überweisungen ihres Vaters an Jens als Unterhaltszahlungen für die vermeintlich in Australien lebende Franziska interpretiert.
Luzi Beschenko ist in der STAG und verliebt in Timo, doch dieser ist mit Sophie zusammen. Nach dem Verschwinden von Sophie beginnt sie eine Beziehung mit Timo, die jedoch nicht lange hält. Später unterschreibt sie einen Vertrag beim Label Raumzeit.
Jenny Hartmann wohnt bei Ben, seit sie aus London nach Köln gekommen ist. Emma Müller lernt Jenny als eine hochnäsige Person kennen und versteht sich nicht gut mit ihr, aber nach einiger Zeit verliebt sie sich in sie, und die beiden kommen zusammen.

## Vorspann
Vor gemaltem Hintergrund sieht man Bea, die die Treppe hinuntergeht und Michael begegnet. Als sie sich von ihm abwendet, steht Ben vor ihr. Sie geht durch eine Tür zu ihrer Linken, die in diesem Fall die Tür zu dem Haus der Vogels ist. Miriam nimmt sie glücklich auf und macht eine Drehung, im Hintergrund steht Piet. Bea geht tanzend zur STAG. Diese betrachtet Caro argwöhnisch, wie sie durch die Mitglieder der AG geht/tanzt. Als sie vorüber gegangen ist, tanzt die STAG weiter, bis der Name der Serie rechts angezeigt wird und die Folge beginnt.
All dies geschieht zum Refrain des Liedes Stay the Night von James Blunt.
Im Vorspann treten auf: Vanessa Jung (Bea), Marie Schneider (Gabriele), Verena Mundhenke (Alexandra), Sebastian Hölz (Julian), Andreas Jancke (Michael), Christopher Kohn (Ben), Caroline Maria Frier (Miriam) und Sonja Bertram (Caro) sowie ohne Namensnennung: Oliver Petszokat (Piet), Rocco Stark (Timo), Franciska Friede (Sophie), Selina Müller (Luzi), Kasia Borek (Emma) sowie Dennis Schigiol (Hotte).

## Auszeichnungen
German Soap Award 2011
Preisträger:

- Fanpreis Weiblich – Lucy Scherer

Nominierungen:

- Beste Darstellerin Daily Soap – Selina Müller, Vanessa Jung
- Bester Darsteller Daily Soap – Andreas Jancke, Christopher Kohn
- Bestes Liebespaar – Christopher Kohn und Vanessa Jung
- Bösester Fiesling – Sebastian Hölz
- Bester Newcomer – Selina Müller
- Sexiest Woman – Verena Mundhenke
- Sexiest Man – Andreas Jancke
- Fanpreis Weiblich – Kasia Borek

German Soap Award 2012
Preisträger:

- Beste Schauspielerin – Lucy Scherer
- Fanpreis Weiblich – Kasia Borek
- Sexiest Man – Frederic Heidorn

Nominierungen:

- Beste Schauspielerin – Vanessa Jung, Kim-Sarah Brandts
- Bester Schauspieler – Andreas Jancke, Christopher Kohn
- Schönstes Liebespaar – Lucy Scherer und Kasia Borek
- Bester Newcomer – Frank Ziegler
- Sexiest Woman – Kim-Sarah Brandts
- Sexiest Man – Hendrik Borgmann
- Bösester Fiesling – Frederic Heidorn

## Besetzung

### Darstellerinformationen
- Vanessa Jung sowie Andreas Jancke spielten vor Hand aufs Herz zusammen in der Seifenoper Verbotene Liebe.
- Kasia Borek und Frank Ziegler wurden nach dem vorzeitigen Ende der Serie in die im TV-Programm nachfolgende Telenovela Anna und die Liebe integriert.
- Franziska Traub war vor allem für ihre legendäre Rolle der Gisela „Gisi“ Wiemers in der Comedy-Serie Ritas Welt bekannt. Nach dem Ende der Serie folgten für Traub nur sehr vereinzelt Fernsehangebote, bis sie zu Hand aufs Herz stieß.
- Selina Shirin Müller war schon vor ihrer Zeit bei Hand aufs Herz einem breiten Publikum bekannt. Sie gewann mehrere Gesangswettbewerbe und war schon in den Charts vertreten.
- Caroline Frier ist die Schwester der bekannten Schauspielerin und Komikerin Annette Frier.
- Rocco Stark ist ein unehelicher Sohn von Uwe Ochsenknecht. Daher war Stark vor der Serie schon in diversen Boulevard-Nachrichten als „ungeliebter Sohn“ vertreten. Große Bekanntheit bekam Stark kurze Zeit nach Ende der Serie durch seine Teilnahme an Ich bin ein Star – Holt mich hier raus! im Januar 2012.
- Oliver Petszokat, besser bekannt unter dem Künstlernamen Oli P., machte sich vor der Serie schon einen großen Namen als Sänger, Schauspieler und Moderator.
- Lucy Scherer, die später zum Cast von Hand aufs Herz gestoßen ist, gehört zu den aktuell gefragtesten und bekanntesten Musicaldarstellerinnen Deutschlands. So spielte sie neben Hauptrollen in Tanz der Vampire oder Rebecca auch die Rolle der Glinda in der deutschen Uraufführung von Wicked – Die Hexen von Oz. Von Juli 2012 bis August 2013 spielte sie die Protagonistenrolle Marlene Schweitzer in der ARD-Telenovela Sturm der Liebe.
- Kim-Sarah Brandts, die in Folge 137 zum Cast dazu kam, spielte einige Jahre lang in der Telenovela Rote Rosen die Rolle Jule Jansen. Bekannt wurde sie unter anderem auch durch die Serie St. Angela.

### Hauptdarsteller
| Schauspieler         | Rollenname                          | Folgen  | Jahre     | Bemerkungen |
| -------------------- | ----------------------------------- | ------- | --------- | --- |
| Vanessa Jung         | Beate „Bea“ Vogel                   | 1–234   | 2010–2011 | Lehrerin für Mathematik und Musik; Leiterin der Sing & Tanz AG; Vertrauenslehrerin; Konrektorin der Pestalozzi-Schule; Schwester von Piet; Schwägerin und beste Freundin von Miriam; Tante von Lara; Freundin von Ben; Ex-Freundin von Michael |
| Andreas Jancke       | Michael Heisig                      | 1–234   | 2010–2011 | Lehrer für Englisch und Geschichte; erst Vertrauenslehrer, dann Konrektor, später kommissarischer Direktor der Pestalozzi-Schule; Halbbruder von Sebastian; Ex-Ehemann von Helena; Ex-Freund von Karin und Bea                                 |
| Marie Schneider      | Gabriele Krawczyk                   | 1–234   | 2010–2011 | Lehrerin für Deutsch, Geschichte und Biologie; Ex-Direktorin der Pestalozzi-Schule |
| Sonja Bertram        | Caroline „Caro“ Eichkamp            | 1–234   | 2010–2011 | Mitglied der Volleyballmannschaft und der STAG; Ex-Freundin von Ben; One-Night-Stand von Stefan |
| Selina Shirin Müller | Luzi Beschenko                      | 1–234   | 2010–2011 | Mitglied der STAG; Tochter von Karin; Freundin von Timo |
| Verena Mundhenke     | Alexandra Lohmann                   | 1–152   | 2010–2011 | Lehrerin für Französisch und Sport; Leiterin der Volleyball-AG; Zwillingsschwester von Franziska; Affäre von Julian; kommt bei einem Autounfall ums Leben                                                                                      |
| Kasia Borek          | Emma Mueller                        | 1–234   | 2010–2011 | Mitglied der STAG; Freundin von Jenny |
| Franciska Friede     | Sophie Klein                        | 1–234   | 2010–2011 | Mitglied der STAG; Ex-Freundin von Timo; Freundin von Ronnie |
| Sebastian Hölz       | Julian Goetting                     | 1–152   | 2010–2011 | Lehrer für Politik; Konrektor, später kurzzeitig Direktor der Pestalozzi-Schule; Affäre von Alexandra; kommt bei einem Autounfall ums Leben |
| Dennis Schigiol      | Dennis „Hotte“ Horstfeld            | 1–134   | 2010–2011 | Mitglied der STAG; geht nach Amerika |
| Franziska Traub      | Ingrid Jaeger                       | 1–234   | 2010–2011 | Sekretärin an der Pestalozzi-Schule; Tante von Bodo |
| Caroline Frier       | Miriam Vogel                        | 1–234   | 2010–2011 | Assistentin von Frank Peters; Ehefrau von Piet; Mutter von Lara; Schwägerin und beste Freundin von Bea; Ex-Freundin von Sebastian |
| Oliver Petszokat     | Piet Vogel                          | 1–234   | 2010–2011 | Bruder von Bea; Ehemann von Miriam; Vater von Lara |
| Amelie Plaas-Link    | Lara Vogel                          | 1–234   | 2010–2011 | Mitglied der Volleyballmannschaft; kurzzeitiges Mitglied bei der STAG; Tochter von Miriam und Piet; Nichte von Bea; Freundin von Bodo |
| Matthias Kofler      | Sebastian Heisig                    | 1–214   | 2010–2011 | Barkeeper im Chulo ’s; Halbbruder von Michael; Ex-Freund von Miriam |
| Christopher Kohn     | Ben Bergmann                        | 1–234   | 2010–2011 | Mitglied der STAG; Sohn von Stefan und Anja; Neffe von Frank und Ronnie; Freund von Bea; Ex-Freund von Caro; One-Night-Stand von Jenny |
| Rocco Stark          | Timo Oezguel                        | 2–234   | 2010–2011 | Mitglied der STAG; Freund von Luzi; Ex-Freund von Sophie |
| Ulrich Drewes        | Stefan Bergmann                     | 3–234   | 2010–2011 | Manager der Harani-Bank; Witwer von Anja; Vater von Ben; One-Night-Stand von Caro; Affäre von Helena |
| Barbara Sotelsek     | Karin Beschenko                     | 3–234   | 2010–2011 | Reinigungskraft; Mutter von Luzi; Ex-Freundin von Michael |
| Lucy Scherer         | Jennifer „Jenny“ Hartmann           | 73–234  | 2011      | It-Girl; Mitglied der Volleyballmannschaft und der STAG; Tochter von Rolf und Christine, Freundin von Emma; One-Night-Stand von Ben |
| Frank Ziegler        | Bodo Wilhelmsen                     | 137–234 | 2011      | Tontechniker am Operettenhaus in Hamburg; Mitglied der STAG; Neffe von Ingrid; Freund von Lara |
| Kim-Sarah Brandts    | Helena Schmidt-Heisig, geb. Schmidt | 137–234 | 2011      | Direktorin der Pestalozzi-Schule; Ex-Ehefrau von Michael; Affäre von Stefan |
| Frederic Heidorn     | Ronald „Ronnie“ Peters              | 148–234 | 2011      | Schüler, Bruder von Frank und Anja; Schwager von Stefan; Onkel von Ben; Freund von Sophie |
| Hendrik Borgmann     | Frank Peters                        | 159–234 | 2011      | Musikproduzent; Bruder von Ronnie und Anja; Schwager von Stefan, Onkel von Ben; One-Night-Stand von Caro |

### Nebendarsteller
Die Darsteller der wiederkehrenden Charaktere Schulrat Wendtland und Monika Klein, Rainer Will und Stefanie Höner, wirkten beide schon in Sat.1-Serienproduktionen im Hauptcast mit, Will bei Anna und die Liebe und Höner bei Verliebt in Berlin.
| Schauspieler      | Rollenname         | Folgen          | Jahre     | Bemerkungen                                                              |
| ----------------- | ------------------ | --------------- | --------- | ------------------------------------------------------------------------ |
| Rainer Will       | Jakob Wendtland    | 5–135 208–234   | 2010–2011 | Oberschulrat gelegentliche Auftritte                                     |
| Stefanie Höner    | Monika Klein       | 64–132          | 2011      | Vorstand des Elternbeirates; Mutter von Sophie                           |
| Michael Starkl    | Jens Mirbach       | 119–132 144–151 | 2011      | Exfreund von Bea; mitverantwortlich für den Tod von Franziska Lohmann    |
| Tatiani Katrantzi | Sonja Teufel       | 139–209         | 2011      | Songschreiberin; Tanzpartnerin von Piet                                  |
| Michel Keller     | Rolf Hartmann      | 147–149 222–224 | 2011      | Vater von Jenny; kommt in Folge 225 bei einem Flugzeugabsturz ums Leben  |
| Carolin Boltz     | Christine Hartmann | 147–149 222–224 | 2011      | Mutter von Jenny; kommt in Folge 225 bei einem Flugzeugabsturz ums Leben |

### Gastdarsteller
| Darsteller           | Rolle           | Datum                            | Folge(n) |
| -------------------- | --------------- | -------------------------------- | -------- |
| Erik Penny           | er selbst       | 14. Oktober 2010                 | 9        |
| Micaela Schäfer      | Supergirl       | 3. Januar 2011                   | 63       |
| Jupiter Jones        | sie selbst      | 13. April 2011                   | 135      |
| Tetje Mierendorf     | er selbst       | 15. bis 18. April 2011           | 137–138  |
| Zodwa Selele         | sie selbst      | 15. bis 18. April 2011           | 137–138  |
| Eliza Doolittle      | sie selbst      | 26. April 2011                   | 142      |
| The Black Pony       | sie selbst      | 20. bis 23. Mai 2011             | 160–161  |
| Peer Kusmagk         | Campleiter John | 1. bis 6. Juni 2011              | 168–170  |
| Frida Gold           | sie selbst      | 3. Juni 2011                     | 169      |
| Tim Bendzko          | er selbst       | 23. Juni 2011                    | 182      |
| Culcha Candela       | sie selbst      | 12. Juli 2011                    | 195      |
| Jan Hahn             | er selbst       | 19. Juli 2011                    | 200      |
| Big Time Rush        | sie selbst      | 2. August 2011                   | 210      |
| Liebe Minou          | sie selbst      | 22. August 2011                  | 224      |
| Bürger Lars Dietrich | Johnny Sky      | 25. August bis 1. September 2011 | 227–232  |

## Diskografie

### Alben
- 2011: Der Soundtrack

### Singles
- 2010: Dreams (Im Original von Gabrielle)

## DVD-Boxen
Die Folgen der Serie gibt es auch auf DVD zu kaufen, sie sind in Boxen zu je 30 Folgen unterteilt.
| Box Nr. | Folgen  | Veröffentlichung  |
| ------- | ------- | ----------------- |
| 1       | 1–30    | 15. Juli 2011     |
| 2       | 31–60   | 2. September 2011 |
| 3       | 61–90   | 28. Oktober 2011  |
| 4       | 91–120  | 9. Dezember 2011  |
| 5       | 121–150 | 3. Februar 2012   |
| 6       | 151–180 | 13. April 2012    |
| 7       | 181–210 | 8. Juni 2012      |
| 8       | 211–234 | 17. August 2012   |